# José Lamy da Costa Reis
José Lamy da Costa Reis foi um violinista português.

## Biografia

### Nascimento
Nasceu na cidade de Lagos.

### Carreira profissional e artística
Desde bastante novo que se dedicou ao jornalismo e à música; em 1927, ocupava o posto de director do jornal Terra Algarvia, de Vila Real de Santo António. Ainda durante a juventude, frequentou o Conservatório Nacional de Música, em Lisboa.
Destacou-se como um dos principais violinistas da sua época, tendo-se inserido na orquestra da Emissora Nacional.
Regressou a Lagos em 1937, para actuar, junto com o pianista e compositor António Mello, na cerimónia de encerramento dos Jogos Florais.

### Falecimento
Faleceu Em Lisboa.

## Homenagens
Em 16 de Agosto de 2000, a Câmara Municipal de Lagos colocou o seu nome numa rua da Freguesia de Santa Maria